# 하이드라진
하이드라진(영어: hydrazine) 또는 히드라진은 로켓 연료로 사용되는 액체 화학물질로 화학식은 N2H4이다. 암모니아 유사한 냄새가 난다. 물과 유사한 밀도를 가지며, 또한 물과 비슷한 온도 범위에서 액체 상태로 존재한다.
발연성이 높아 로켓의 연료로 사용되며, F-16 전투기의 EPU(Emergency Power Unit)의 연료로도 사용된다.
인체 발암성이 높고 호흡기, 피부 등에 영향을 미칠 수 있는 유독성의 물질로서, 이 물질의 위험성으로 인해 컬럼비아 우주왕복선 폭발 사고 당시 지상에 떨어진 파편에 일반인들이 접근하지 말 것이 당국에 의해 권고되기도 하였다.
본래 하이드라진은 일반적 명명법을 이용하여 명명해야 하지만 기존에 하이드라진이 사용되고 있었기 때문에 명명 대상에서 제외되고 관용명이 사용되고 있다.

## 분자 구조 및 성질
하이드라진의 구조는 암모니아 분자에서 분자 하나 당 수소를 하나씩 뺀 것을 두 개 쌍으로 만든 구조이다. 각각의 H2N-N는 피라미드 구조이다. N-N 거리(distance)는 1.45 Å이며, 분자는 고시 형태(Gauche conformation, 빗놓인 형태)를 보여주고 있다.
회전 장벽값은 에테인의 회전 장벽값의 두 배이다. 하이드라진의 구조적 성질은, 비스듬하게 어긋난 형태를 보여주며 회전 장벽값이 높은 기체 상태의 과산화 수소의 구조적 성질과 유사하다.
하이드라진은 염기 성질을 보여주나, 암모니아보다는 15분의 1 정도로 약하다.m;j
N2H4 + H2O → [N2H5]+ + OH- Kb = 1.3 x 10-6
(암모니아에서는, Kb = 1.78 x 10-5)
하이드라진은 어렵사리 다이프로톤화될 수 있다.:
[N2H5]+ + H2O → [N2H6]2+ + OH- Kb = 8.4 x 10-16

## 같이 보기
- UDMH - 보통 약칭해 하이드라진이라고도 부른다.
- 과산화수소